# Лукк, Бруно
Бруно Лукк (эст. Bruno Lukk; 17 июня 1909, Чусовой Пермской губернии — 31 мая 1991) — эстонский и советский музыкант, пианист и музыкальный педагог. Директор Таллинской консерватории (1948—1951). Народный артист Эстонской ССР (1977). Лауреат Государственной премии Эстонской ССР (1947).

## Биография
Бруно Лукк начал заниматься музыкой вместе с сестрой, затем поступил в музыкальную школу в Тарту по классу фортепиано.
В 1928 году окончил Латвийскую консерваторию в Риге у М. Бетге. Продолжил учёбу в 1928—1933 в Высшей школе музыки в Берлине, под руководством Леонида Крейцера (по классу фортепиано) и Пауля Хиндемита (теория музыки, гармония, контрапункт).
Его сольная карьера началась в 1931 году в концертном зале рижской консерватории. Выступал как солист и в составе различных ансамблей.
В 1941 году был эвакуирован на восток СССР.
Работал в Государственных ансамблях Эстонии, объединённом коллективе творческих деятелей Эстонской ССР находившихся в эвакуации в российском городе Ярославле в годы Великой Отечественной войны.
С 1942 года начал играть в дуэте с Анной Клас (1909—1991), их творческое сотрудничество продолжалось до 1974 года. Дуэт в течение каждого года давал несколько десятков концертов.
В 1940—1941 и с 1944 — преподаватель Таллинской консерватории (с 1945 профессор), в 1940—1941 и 1944—1967 — заведующий кафедрой фортепиано, в 1948—1951 — директор, в 1951—1956 — заместитель директора там же. С 1940 до своей смерти в 1991 году был профессором консерватории в Таллине, среди его учеников Арбо Валдма, Роланд Крийт, Леэло Кылар, Калле Рандалу.
Выступал с концертами, в том числе, на радио, записывался на Рижском заводе грампластинок.
Из его записей — Фантазия Шумана, пьесы Х. Эллера, вторая соната Хиндемита, Дебюсси «6 Античных эпиграфов», Равель «Сказки матушки-гусыни» (фортепианный дуэт с А. Клас), музыка эстонских композиторов Р. Тобиаса и М. Саара и А. Пярта, «Карельский танец» и др.

## Награды и звания
- два ордена «Знак Почёта» (1946 и 30.12.1956)
- Народный артист Эстонской ССР (1977)
- Государственная премия Эстонской ССР (1947)

## Источник
- Музыкальная энциклопедия в 6 тт., 1973—1982